# Каланхое перистое
Каланхо́е пе́ристое (лат. Kalanchóe pinnáta) — вид цветковых растений рода Каланхое (Kalanchoe) семейства Толстянковые (Crassulaceae). Некоторые источники считают его синонимом вида Bryophyllum pinnatum (Lam.) Oken. Это связано с тем, что род Каланхоэ нередко объединяют с родом Бриофиллюм (Bryophyllum).

## История
Впервые каланхое перистое было описано Карлом Линнеем младшим в 1782 году. Жан Батист Ламарк поместил его в род Cotyledon как вид Cotyledon pinnata . В 1805 году он был перенесён Христианом Генрихом Персоном в род Каланхоэ.

## Ботаническое описание

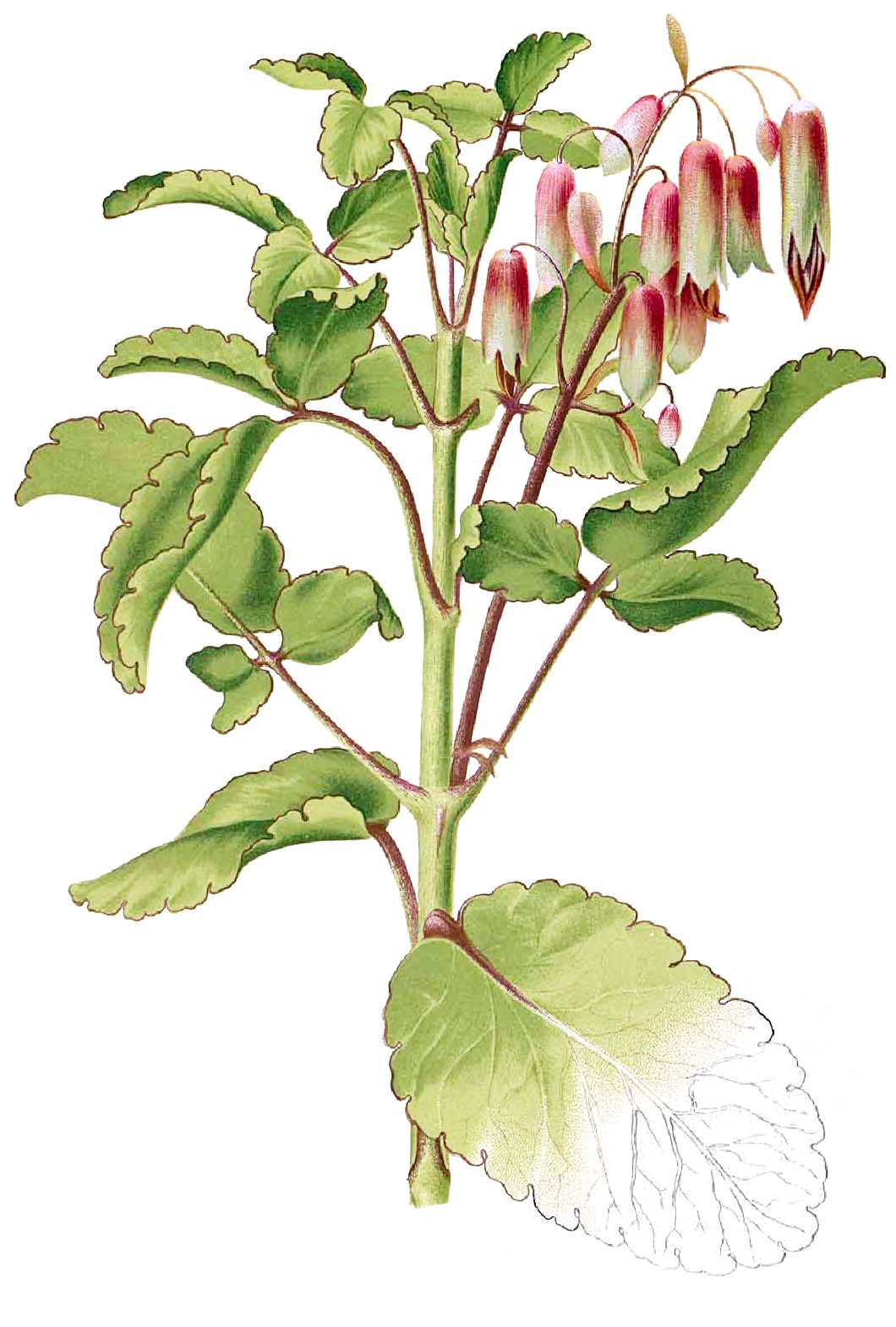

### Вегетативные органы
Сочное суккулентное многолетнее травянистое растение, по большей части прямостоячее, часто ветвящееся, высотой 0,3—2 м. Листья супротивные, черешковые, сочные, кожистые, сложные, перистые, 5—20 см длиной и 2,5—12 см шириной, с зубчатыми краями. Нижние простые листочки овальные, самый верхний до 13 см длиной, верхние — иногда непарноперистые. Часто в углублениях зубцов формируются листовые («выводковые») почки, служащие для вегетативного размножения.

### Генеративные органы
Соцветия — пазушные метёлки. Цветоножки длиной 10—25 мм. На них сидят поникающие, крупные двуполые цветки. Четыре гладких, зелёных с красными или красно-пурпурными полосами чашелистика срастаются в трубчатую чашечку длиной 2,1—3 см и диаметром 0,6—1,2 см. Свободными остаются треугольные концы чашелистиков. Сверху располагаются 4 гладких, красных или пурпурных лепестка, они срастаются в колокольчатый венчик длиной 3,4—5,4 см длиной и 0,4—0,7 см шириной.
Четыре тычинки располагаются в два круга. Тычинки 2—4,5 см длиной, срастаются с нижней четвертью трубки венчика. Плодолистики 6—12 мм длиной срастаются только основаниями.
Каждый цветок даёт начало четырём плодам-коробочкам длиной 10—14 мм, окружённым похожими на бумагу остатками венчика и содержащим много семян. Маленькие овальные семена имеют длину 0,8—1,2 мм и диаметр 0,2—0,35 мм.

### Генетика
Хромосомный набор 2n = 36.

## Распространение
Родиной каланхое перистого является Мадагаскар. В настоящее время обитает также в тропиках Африки, Азии (акклиматизирован в умеренных регионах) и Америки. Помимо этого, он был акклиматизирован в Австралии, Новой Зеландии, Вест-Индии, Макаронезии, Маскаренских и Галапагосских островах, Меланезии, Полинезии и на Гавайях. На Гавайях этот вид стал инвазивным. Каланхое перистое широко распространено также на Филиппинах.
Широко распространено как декоративное комнатное растение.

## Особенности химического состава
В соке каланхое перистого содержатся органические кислоты (яблочная, щавелевая, уксусная, лимонная и другие), флавоноиды, катехины, полисахариды и микроэлементы.
Как и многие другие толстянковые (Tylecodon, Cotyledon и Adromischus), каланхое перистое содержит буфадинолидовые сердечные гликозиды. Они могут вызывать сердечные расстройства, в частности, у травоядных животных.
К буфадинолидовым соединениям, выделенным из каланхое перистого, относят бриофиллин А, у которого обнаружена сильная противоопухолевая активность, и менее активные берсальдегенин-3-ацетат и бриофиллин С. У бриофиллина С обнаружено инсектицидное действие.

## Синонимика
- Bryophyllum calycinum Salisb.
- Bryophyllum germinans Blanco
- Bryophyllum pinnatum (Lam.) Oken
- Bryophyllum pinnatum (Lam.) Asch. & Schweinf.
- Bryophyllum pinnatum (Lam.) Kurz
- Bryophyllum pinnatum var. calcicolum H. Perrier
- Calanchoe pinnata Pers.
- Cotyledon calycina Roth
- Cotyledon calyculata Sol. ex Sims
- Cotyledon calyculata Solander
- Cotyledon pinnata Lam.
- Cotyledon rhizophylla Roxb.
- Crassula pinnata (Lam.) L.f.
- Crassuvia floripendia Comm. ex Lam.
- Crassuvia floripenula Comm.
- Kalanchoe brevicalyx (Raym.-Hamet & H. Perrier) Boiteau
- Kalanchoe calcicola (H. Perrier) Boiteau
- Kalanchoe calycinum Salisb.
- Kalanchoe floripendula Steud.
- Kalanchoe pinnata var. brevicalyx Raym.-Hamet & H. Perrier
- Kalanchoe pinnata var. calcicola H. Perrier
- Kalanchoe pinnata var. floripendula Pers.
- Kalanchoe pinnata var. genuina Raym.-Hamet
- Sedum madagascariense Clus.
- Vereia pinnata (Lam.) Spreng.[1]

В традиционной медицине каланхое перистое используется для лечения инфекций, воспалений и ревматизма. В Тринидаде и Тобаго оно является традиционным средством от гипертонии, а в Индии его применяют для лечения камней в почках.
В качестве лекарственного сырья используют свежие побеги каланхое перистого (лат. Cormus Kalanchoes recens), из которых промышленными способами получают сок. Сок применяют наружно в хирургической, стоматологической и акушерско-гинекологической практике как ранозаживляющее и противовоспалительное средство.